# John Scott Trotter
John Scott Trotter (auch: Uncle John; * 14. Juni 1908 (1900), Charlotte, North Carolina; † 29. Oktober 1975, Los Angeles, Kalifornien) war ein amerikanischer Arrangeur, Komponist und Orchesterleiter.
Trotter war bekannt für sein John Scott Trotter Orchestra, mit dem er zwischen 1937 und 1954 bei Aufnahmen und im Radio als Begleitung von Bing Crosby auftrat, sowie für seine Arbeit mit Vince Guaraldi an den Peanuts-Cartoons.

## Leben

### Jugend
Trotter wurde am 14. Juni 1908 in Charlotte, North Carolina als Sohn von John Scott Trotter, Sr. (26. Juni 1881–8. August 1949) und Lelia Trotter (née Bias) (10. Mai 1885–7. Juli 1965) geboren.
Trotter erhielt seine Schulbildung in Charlotte und erlernte dort auch Pianospielen unter Ida Moore Alexander. 1925 ging Trotter an die University of North Carolina. Dort begann seine Karriere als professioneller Musiker in der Collegeband von Hal Kemp. Kemp war bereits 1922 an die Universität gekommen und graduierte 1926, während Trotter kurz vor Ende seines ersten Studienjahres von der Uni ging, um in Kemps Band als Pianist und Arrangeur zu arbeiten. Er blieb bis 1936.

### Karriere
Nach dem Verlassen von Kemps Band arbeitet Trotter in Hollywood, wo er die Orchestrationen für Columbia Pictures zusammenstellte, unter anderem für den Film Pennies from Heaven, wo er erstmals mit Bing Crosby zusammenarbeitete. Das war der Anfang einer 17 Jahre andauernden Zusammenarbeit mit Crosby, obwohl Trotter und Crosby sich schon vorher, 1929, in New York City im Manger Hotel getroffen hatten, als Crosby mit Paul Whitemans Orchestra arbeitete.
Trotter erinnerte sich an die Hintergründe für sein Engagement mit Pennies from Heaven in einem Interview mit dem kanadischen Moderator Gord Atkinson. Er war von Johnny Burke angefragt worden, ob er die Orchestrationen für den Film übernehmen wollte. Das war eine der ersten unabhängigen Filmproduktionen. Crosby stand damals unter Vertrag bei Paramount aber Pennies from Heaven wurde in den Columbia-Studios gedreht und niemand war für die Musik angestellt. Trotter antwortete Burke, dass er nicht zum Arbeiten gekommen sei und damit schien die Sache erledigt. Eine Woche später fragte Burke: „Würdest du Arthur Johnston helfen mit den Piano-Stücken?“ Nach vieler Überzeugungsarbeit erklärte sich Trotter bereit Johnston mit den Pianostücken zu helgen und entwickelte eine Liebe für die Aufgabe. Er komponierte Pennies from Heaven, So Do I und One, Two, Button Your Shoe, sowie Skeleton in the Closet. Dann erst entschied er sich die Orchestrationen zu übernehmen, da das Angebot noch immer bestand. Trotter erinnerte sich, dass am Tag, als Pennies from Heaven aufgenommen wurde, die Kameras vor dem Orchester liefen; es wurde nicht vorher aufgenommen, wie dies heute üblich wäre. Trotter hatte gedacht, dass Crosby ein Meister des Synchronsprechens sei, aber auch das gab es in dieser Zeit nicht. Nach der Fertigstellung von Pennies from Heaven ging Trotter wieder zurück in den Osten.
Im Juli 1937 ersetzte Trotter Jimmy Dorsey als Musical Director für Crosbys Radioprogramm Kraft Music Hall bei NBC. Im selben Jahr begann Trotter Lieder für Crosbys Aufnahmen bei Decca Records zu arrangieren und zu Dirigieren. Ihre erste gemeinsame Aufnahme war It's the Natural Thing to Do. Das Lied erreichte den zweiten Platz in den Charts und sie hatten zusammen zahlreiche Hits in den folgenden Jahren. Trotter blieb Crosbys Musical Director bis 1954.
Das Engagement bei Kraft Music Hall kam, als Larry Crosby, Bings Bruder und Public Relations Director Trotter ein Telegramm sandte, in dem er anfragte, ob er am 28. Juni 1937 in Hollywood sein könnte um das Orchester für die Kraft Music Hall am 8. Juli zu leiten. Obwohl Trotter bereits Proben gehabt hatte und auch Auftritte dirigiert hatte, hatte er bis dahin kein eigenes Orchester gehabt. Erstmals trat er in Kraft Music Hall mit Bing Crosby unter seinem eigenen Namen 'John Scott Trotter and his Orchestra' auf. Kraft Music Hall wurde fünfzig Wochen pro Jahr ausgestrahlt und Trotter dirigierte 140 Folgen jeweils donnerstags ohne eine Ausnahme; damit errang er eine Art Rekord.
Bing Crosby sprach sehr freundschaftlich über Trotter in seiner Autobiographie Call Me Lucky (1953) und lobte vor allem Trotters beeindruckende Selbstkontrolle.
Trotter ging dann zum Fernsehen. Er wurde Musical Director für die The George Gobel Show von 1954 bis 1960 und war Musical Director bei mehreren von Crosbys Fernseh-Specials und bei seiner Sitcom The Bing Crosby Show von 1964 bis 1965 bei ABC. Später dirigierte er die Musik für die Charlie Brown-Cartoon Specials. 1970 wurde Trotter für einen Oscar und einen Grammy für sein musikalisches Werk für den Film A Boy Named Charlie Brown nominiert.

## Tod
Trotter starb am 29. Oktober 1975 im Cedars-Sinai Medical Center in Los Angeles, Kalifornien an Krebs. Er wurde im Sharon Memorial Park in Charlotte beigesetzt. Trotter hinterließ eine Schwester, Margaret Kinghorn, und zwei Brüder, William und Robert Trotter.

## Vermächtnis
Carroll Carroll, der Chief Writer (Drehbuchschreiber) von Kraft Music Hall, erinnerte sich an Trotters massiges Auftreten und seinen Appetit:

„Trotter, eine Monolith von Mann, Ritt auf der Welle der Pop und 'Langhaar'-Musik, wie sie damals genannt wurde, wie ein Koloss, und gelegentlich flog er von Hollywood nach New Orleans fürs Wochenende (etwas, das in den dreißigern nicht oft gemacht wurde) nur um seine Gourmetgelüste mit einer anständigen Platte Austern Rockefeller zu stillen. Während des Krieges, als die Ökonomie-Lehrerin M. F. K. Fisher Gast in der Show war um ihre ihr Kriegszeit-Spar-Kochbuch, How to Cook a Wolf, einzubringen, erzählte sie Bing, dass ihr Buch erklärte, wie man Leftovers (Reste) verwendet. Der herzhaft-gefütterte Trotter trat ans Mikrofon und, in seinem höflichsten und sanftesten North-Carolina-Slang, fragte, 'Pardon me, Ma'am, aber was sind Left-Overs?“

Trotter wurde zusammen mit Jack Kapp dafür kritisiert, dass er Crosbys Stil zum Mainstream von seinen Jazz-Wurzeln weg abwandelte. Tatsache ist aber, dass Crosby selbst die Lieder auswählte, die er in seinen Radio-Sendungen darbot und dass er auch die letztgültige Genehmigung für jede Aufnahme, die er machte, gab. Crosby hätte mit jedem Arrangeur arbeiten können, aber er bevorzugt Trotter für 17 Jahre. Crosby sagte einmal über Trotter:

„Ich bin nicht musikalisch genug um wirklich zu beschreiben, was er in musikalischer Sprache war. Ich weiß nur, dass er sehr gut war und er hatte einen wunderbaren Geschmack.“